# فولنک
فولنک (به چکی: Fulnek) یک منطقهٔ مسکونی در جمهوری چک است که در ناحیه نووی ییتشین واقع شده‌است. فولنک ۵٬۹۲۱ نفر جمعیت دارد.

## خواهرخوانده
شهر تگلاس خواهرخواندهٔ فولنک هست.